# Herrskog
Herrskog – miejscowość (tätort) w Szwecji w gminie Kramfors w regionie Västernorrland. Około 188 mieszkańców.